# Castoriella logvynenkoe
Castoriella logvynenkoe är en insektsart som beskrevs av Irena Dworakowska 1974. Castoriella logvynenkoe ingår i släktet Castoriella och familjen dvärgstritar.
Artens utbredningsområde är Kongo. Inga underarter finns listade i Catalogue of Life.